# Suzano (entreprise)
Suzano ou de son nom complet Suzano Papel e Celulose est une entreprise brésilienne de fabrication de papier et de cellulose notamment à partir de l'Eucalyptus.

## Histoire
En 2018, Syzano fusionne ses activités avec Fibria, une autre entreprise brésilienne de fabrication de cellulose, devant l'entreprise produisant le plus de pâte à papier au monde,.
En juin 2025,  Kimberly-Clark vend une participation de 51 % dans ses activités de mouchoirs (dont la marque Kleenex) et de papier toilette en dehors des États-Unis à Suzano, soit près de 9 000 employés et 22 usines. 